# سد وادی قطاره
سد وادی قطاره (به عربی: سد وادی قطارة) یک سد خاکی در لیبی است که در بنغازی واقع شده‌است.